# Heteropterys buricana
Heteropterys buricana är en tvåhjärtbladig växtart som beskrevs av J. Cuatrec. och T.B. Croat. Heteropterys buricana ingår i släktet Heteropterys och familjen Malpighiaceae. Inga underarter finns listade i Catalogue of Life.